# Cyclopes didactylus
{{#ifeq:0|0|{{#if:|{{#if:Cyclopesdidactylus|[[]}}|}}}}
Cyclopes didactylus (Карликовий мурахоїд) — монотиповий вид ссавців з родини Cyclopedidae. Етимологія: грец. κύκλος — «обертатись» лат. pēs — «ступня», грец. δίς — «дво-», грец. δάκτυλος — «палий».

## Поширення
Країни проживання: Беліз, Болівія, Бразилія, Колумбія, Коста-Рика, Еквадор, Французька Гвіана, Гватемала, Гаяна, Гондурас, Мексика, Нікарагуа, Панама, Перу, Суринам, Тринідад і Тобаго, Венесуела. Був зафіксований від рівня моря до 1500 м над рівнем моря. Зустрічається в напівлистяних і вічнозелених тропічних вологих низинних лісах, галерейних лісах і мангрових лісах. Він може бути знайдений у вторинному лісовому середовищі проживання.

## Морфологія
Середня маса: 266 г. Голова і тіло довжиною 153—230 мм, а довжина хвоста становить 165—295 мм. C. didactylus має 64 хромосоми, на відміну від членів родини Myrmecophagidae. Відносно довгий, чіпкий хвіст голий на нижній стороні. Волосяний покрив м'який і шовковистий, від буро-сірого до золотисто-жовтого кольору, він темніший зверху з темною лінією вздовж верхньої частини голови, шиї і спини. Кінчик носа рожевий, підошви ніг червонуваті, а очі чорні. Кігті на другому і третьому пальцях рук великі, вигнуті та гострі.

## Стиль життя
Веде нічний і деревний спосіб життя. Це дуже повільні тварини. Вид, здається, харчується виключно мурахами. З'їдає в середньому від 100 до 8000 мурах на добу. Дорослі поодинокі; оселище самців перекриває оселище близько трьох самиць.
Вагітність триває від 120 до 150 днів. Самиці народжують одне дитинча один раз на рік, зазвичай у вересні-жовтні. Мати розміщує дитя в гнізді з сухого листя в отворі в стовбурі дерева. Дитина виховується обома батьками, а самець іноді несе її на спині. Обоє батьків годують дитинча напівперетравленими комахами.

## Використання
Іноді захоплюють і тримають як домашню тварину в країні походження.

## Загрози та охорона
Хоча загальне збезлісення відбувається у багатьох частинах ареалу, С. didactylus залишається поширеним у басейні Амазонки і в даний час немає серйозних загроз для виживання цієї маленької тварини. Проживає у ряді ПОТ.